# Dj Paul Elstak
Dj Paul Elstak (nombre real Paul Roger Elstak, La Haya 14 de enero de 1966) es un conocido DJ y productor neerlandés de Hardcore/Happy Hardcore. Está considerado por muchos como uno de los creadores del Hardcore, ya que trabajaba en la tienda donde se creó y editó el primer vinilo hardcore. DJ Paul ha realizado muchas producciones célebres como "Rotterdam" o "Your Mother Sucks Cocks in Hell" y "ACAB". Aunque haya nacido en La Haya, Dj Paul Elstak ha estado vinculado a Róterdam durante toda su carrera, vínculo que perdura en la actualidad. En Países Bajos ha logrado dos segundos puestos en la Nederlandse Top 40, con "Luv U More" y con "Don't leave me alone".